# برخن اپ زوم
شهر برخن اپ زوم (به هلندی: Bergen op Zoom) در برابانت شمالی در کشور هلند واقع شده‌است. جمعیت این شهر ۶۵٫۲۶۱ نفر  است.